# John Sharp Williams

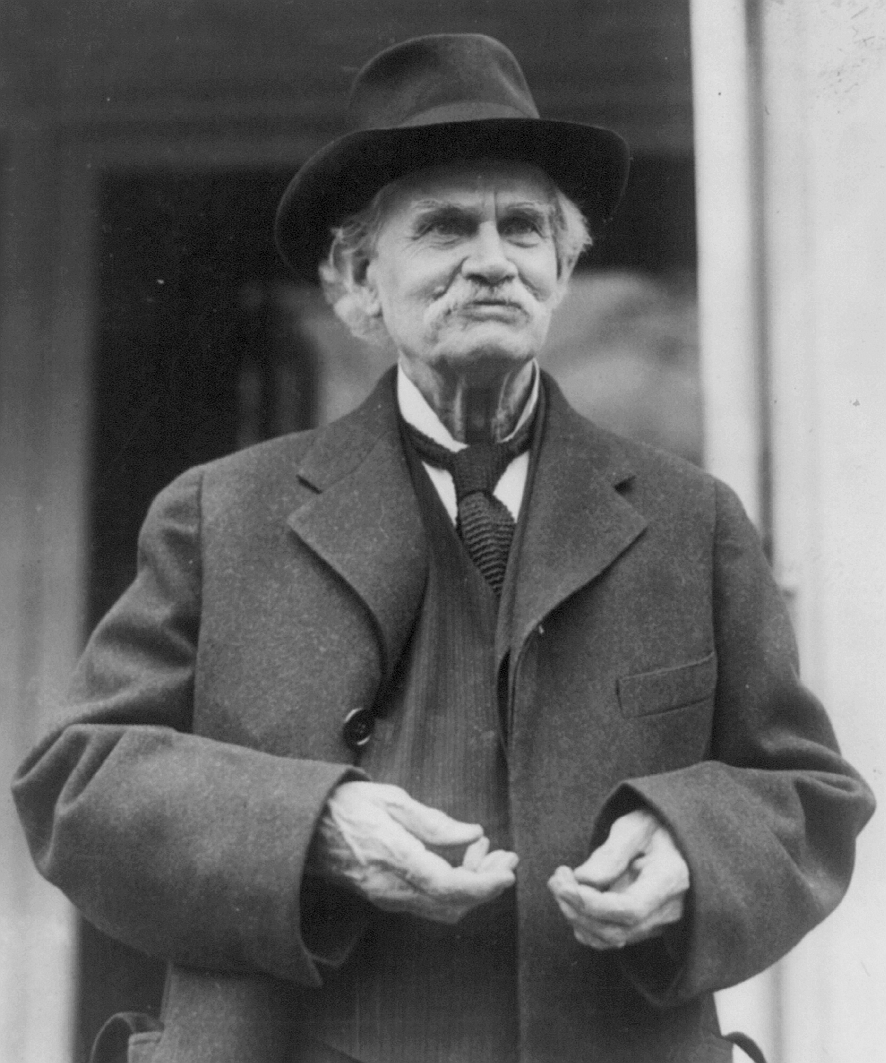
John Sharp Williams

John Sharp Williams, född 30 juli 1854 i Memphis, Tennessee, död 27 september 1932 nära Yazoo City, Mississippi, var en amerikansk demokratisk politiker. Han representerade delstaten Mississippi i båda kamrarna av USA:s kongress, först i representanthuset 1893-1909 och sedan i senaten 1911-1923. Han var representanthusets minoritetsledare 1903-1908.
Williams studerade vid Kentucky Military Institute, The University of the South, University of Virginia och Ruprecht-Karls-Universität Heidelberg. Han inledde 1877 sin karriär som advokat och flyttade 1878 till Mississippi. Han var också verksam som plantageägare.
Kongressledamoten Joseph H. Beeman kandiderade inte till omval i kongressvalet 1892. Williams vann valet och efterträdde Beeman i representanthuset i mars 1893. Han omvaldes sju gånger. Han efterträdde 1903 James D. Richardson som minoritetsledare och efterträddes 1908 av Champ Clark. Williams kandiderade inte till omval i kongressvalet 1908. Han efterträddes 1909 som kongressledamot av James Collier.
Williams efterträdde 1911 Hernando Money som senator för Mississippi. Han stödde Woodrow Wilson i presidentvalet i USA 1912. Han omvaldes 1916 och fortsatte att stöda Wilson. Han förespråkade USA:s medlemskap i Nationernas förbund. Han efterträddes 1923 som senator av Hubert D. Stephens.